# Мандра (Аттика)
Ма́ндра (греч. Μάνδρα) — город в Греции. Расположен в 26 километрах от Афин в западной части Фриасийской равнины, у подножия горы Патерас рядом с древними городами Элефсисом и Мегарой, рядом с Вилией, Инои и Эритре. Административный центр общины (дима) Мандра-Идилия в периферийной единице Западная Аттика в периферии Аттика. Население 11 327 жителей по переписи 2011 года.
По северной и восточной окраинам города проходит европейский маршрут Ε962, соединяющий Элефсис и Фивы.

## История
Первым городом, основанным здесь, были Элевферы, упоминаемые Павсанием. Сохранились руины акрополя.
В Элевферах поклонялись Дионису и отсюда культ был перенесен в Афины. Теменос Диониса Елевтерийского находился в южной части афинского Акрополя, у театра Диониса.
К северу от Мандры находится Китерон, место действия множества мифов о Дионисе, вакханках и сатирах, Пенфее и Автоное, Эдипе.
Со временем жители Элевфер покинули город и переселились южнее в Кундуру. Сурмелис в «Истории Афин во время османского правления» пишет, что название Кундура происходит от греч. κοντά όρη «рядом с горой».
Город процветал, близость порта Элефсиса помогала в торговле смолой и оливковым маслом. В XII и XIV веках в ходе переселения арванитов, был заселен ими. В османский период превратился в крупный город.
Мандра впервые упоминается в 1815 году французским путешественником Франсуа Пуквилем в Voyage de la Grèce. Название происходит от греч. μάνδρα загон, стойло, ограда. Считается, что здесь был огороженный участок для пчеловодства. По другой версии название дали скотные дворы, прилегавшие к домам. Согласно третьей версии название происходит от алб. mendra — мята перечная (Mentha × piperita), от растения здесь произраставшего.
Здесь находится византийский монастырь Блаженного Мелетия, церковь Святого Иоанна Коракас XI века, более новые церковь Святых Архангелов 1860-х годов и церковь святых Константина и Елены по проекту архитектора Эрнста Циллера.

## Сообщество Мандра
Сообщество Мандра (Κοινότητα Μάνδρας) создано в 1912 году (ΦΕΚ 262Α). В сообщество Мандра входят 11 населённых пунктов и монастырь Блаженного Мелетия. Население 12 888 жителей по переписи 2011 года. Площадь 205,77 квадратного километра.
| Населённый пункт             | Население (2011), человек |
| ---------------------------- | ------------------------- |
| Айос-Еорьос                  | 69                        |
| Айос-Сотир                   | 488                       |
| Айос-Хараламбос              | 6                         |
| Диодия                       | 116                       |
| Лефка                        | 28                        |
| Луца                         | 0                         |
| Мандра                       | 11 327                    |
| Монастырь Блаженного Мелетия | 20                        |
| Неа-Зои                      | 518                       |
| Палеохорион                  | 190                       |
| Пурнари                      | 92                        |
| Тея                          | 34                        |

## Население
| 1991 | 10 071   |
| 2001 | 11 084   |
| 2011 | ↗ 11 327 |